# Doom Mons
Il Doom Mons è una struttura geologica della superficie di Titano.
Il suo nome fa riferimento al Monte Fato (in inglese Mount Doom) presente nel romanzo Il Signore degli Anelli di J. R. R. Tolkien.